# Tadeusz Szelachowski
Tadeusz Szelachowski (ur. 7 kwietnia 1932 w Sielachowskich, zm. 9 września 2020 w Warszawie) – polski lekarz i polityk. Minister zdrowia i opieki społecznej (1981–1985), zastępca przewodniczącego Rady Państwa (1985–1989), poseł na Sejm PRL IX kadencji.

## Życiorys
Syn Konstantego i Eugenii. W 1955 ukończył studia na Akademii Medycznej w Białymstoku. W latach 1949–1956 był członkiem Związku Młodzieży Polskiej. Od 1957 należał do Zjednoczonego Stronnictwa Ludowego, był członkiem kierownictwa partii (w latach 1980–1989 członek Naczelnego Komitetu, w latach 1983–1989 członek Prezydium NK, w latach 1988–1989 wiceprezes i członek Sekretariatu NK, a w latach 1985–1989 przewodniczący Klubu Poselskiego ZSL w Sejmie IX kadencji).
Od 1956 pracownik administracji służby zdrowia, w latach 1956–1963 i 1969–1973 kierownik Wydziału Zdrowia i Opieki Społecznej Prezydium Powiatowej Rady Narodowej w Białymstoku, w latach 1963–1969 zastępca kierownika, a w latach 1973–1977 kierownik analogicznego wydziału Prezydium Wojewódzkiej Rady Narodowej również w Białymstoku (od 1976 Urzędu Wojewódzkiego); w latach 1975–1977 lekarz wojewódzki w Białymstoku.
W latach 1977–1981 podsekretarz stanu w Ministerstwie Zdrowia i Opieki Społecznej, w latach 1980–1981 po odwołaniu Mariana Śliwińskiego kierownik resortu, w latach 1981–1985 minister; a w latach 1985–1989 zastępca przewodniczącego Rady Państwa i poseł na Sejm PRL IX kadencji. Bez powodzenia ubiegał się o reelekcję.
W latach 1983–1988 członek prezydium Rady Obywatelskiej Budowy Pomnika Szpitala Centrum Zdrowia Matki Polki. W latach 1986–1988 członek prezydium Społecznego Komitetu Odnowy Starego Miasta Zamościa.
Zmarł po długiej chorobie 9 września 2020 i pochowany został 14 września 2020 na cmentarzu św. Rocha w Białymstoku.

## Odznaczenia
- Krzyż Komandorski Orderu Odrodzenia Polski
- Krzyż Oficerski Orderu Odrodzenia Polski
- Krzyż Kawalerski Orderu Odrodzenia Polski
- Odznaka tytułu honorowego „Zasłużony Lekarz PRL”
- Medal 35-lecia Śląskiej Akademii Medycznej (1983)[5]